# غافين دوغلاس
غافين دوغلاس (حوالي 1474- سبتمبر 1522) أسقف ومكار ومترجم اسكتلندي. على الرغم من أنه كان يتمتع بمسيرة مهنية سياسية مهمة، غير أنه مشهور بشكل رئيسي بسبب شعره. كان أبرز إنجازاته هو الإنياذة، وهي ترجمة كاملة بلهجة عامية وأمينة لـملحمة الإنيادة لفيرجيل إلى الأسكتلندية، وأول مثال ناجح من نوعه في اللغات الإنجليزية (الأنجيليكية). تشمل أشعاره الأخرى الموجودة باليس أوف أنور، ومن المحتمل أيضًا كينغ هارت.

## حياته ومسيرته المهنية

### بداية حياته
ولد غافين (أو غاوين، غاوان، غاوين) دوغلاس حوالي 1474-1476، في قلعة تانتالون، شرق لوثيان، وهو الابن الثالث لأرشيبالد، خامس إيرل لأنغوس من زوجته الثانية إليزابيث بويد. يذكر سجل الفاتيكان أن غافين دوغلاس كان يبلغ من العمر 13 عامًا في عام 1489، مما يشير إلى أنه ولد عام 1476. تم تقديم طلب لمنح غافن الحق في استلام منصب ممجّد للكنيسة أو كاهن والتمتع بالدخل الناتج عنه. نص طلب آخر أُرسل إلى روما بشأن التعيينات الكنسية التي أجريت في فبراير 1495 على أن عمره يبلغ 20 عامًا.
وقال إنه كان طالبًا في جامعة سانت اندروز في 1489-1494، وبعدها من المفترض، في باريس. درس بشكل رئيسي منطق أرسطو والفيزياء والفلسفة الطبيعية والميتافيزيقيا. في عام 1492 حصل على درجة البكالوريوس، وفي عام 1496 تم اختياره من بين الحاصلين على درجة ماجستير الآداب، والتي كانت تعتبر في ذلك الوقت درجة أكاديمية متقدمة. في عام 1496 عاش في مونيموسك، أبردينشاير، وبعد ذلك أصبح كاهن لينتون (شرق لينتون حاليًا) وكاهن كنيسة هاوش (بريستونكيرك حاليًا)، في شرق لوثيان. حوالي عام 1501 اختير لمنصب عميد الكنيسة الجامعية في سانت غايلز، إدنبرة، وقد شغله بمسؤولياته المحدودة.

### بداية مسيرته المهنية
كان غافين دوغلاس، حتى معركة فلودين في سبتمبر 1513، مشغولًا بواجباته الكنسية وعمله الأدبي. في الواقع، فإن جميع المؤلفات الباقية التي اكتسب من خلالها مكانته كشاعر ومترجم تعود إلى هذه الفترة. بعد الكارثة في فلودن، انهمك بشكل كامل في الأعمال العامة.
قبل أزمة عام 1513، كان دوغلاس صديقًا ومراسلًا للعديد من الرجال المشهورين على المستوى الدولي في عصره، بمن فيهم بوليدور فيرجيل، وجون ميجور، والكاردينال وولسي وهنري، واللورد سنكليرالثالث. نظرًا لعلاقاته العائلية القوية ودوره في الحياة العامة رفيعة المستوى، فهو أفضل موثق للمكار الاسكتلنديين الأوائل. في الواقع، فإنه من بين الشعراء الذين سبقوه في الجزر البريطانية، لم يتم توثيق أو فهم سوى سيرة تشوسر الذاتية.  ألف جميع أعماله الأدبية قبل سن الأربعين عندما كان عميد سانت غايلز في ادنبره. ألف دوغلاس أعماله الأدبية بلغة اسكتلندية وسطى مصقولة جدًا، وغالبًا ما كان يبالغ في الأسلوب. لا يوجد أي مؤلف شعري مطروح له بعد الإنياذة، رغم أنه كان في ذروة قوته الإبداعية عندما أكملها في عام 1513، قبل ستة أسابيع من معركة فلودين. من المعروف أنه لا يوجد أكثر من أربعة أعمال معروفة له؛ وهي باليس اوف اونر، والضمير وترجمته البارزة للإنياذه، وربما كينغ هارت.
أثناء عمله عميدًا لسانت غايلز، تقدم غافين في عام 1510 بطلب إلى البابا للحصول على إذن للاحتفال بزواج المرتبطين ضمن الحدود والدرجات التي تحظرها الكنيسة. جادل غافين بأن هذه الزيجات ساعدت في صنع السلام في اسكتلندا، وكان التأخير الطويل في الحصول على الإعفاء من روما من أجل كل حالة على حدة، وهو إجراء شكلي، مضايقًا وغير ضروري. طلب غافين السماح له بإجراء عشر زيجات من هذا القبيل على مدى أربع سنوات.